# Leandro Álvarez
Leandro Miguel Álvarez (Buenos Aires, 4 giugno 1981) è un ex calciatore argentino, di ruolo difensore.

## Caratteristiche tecniche
Difensore centrale, può essere schierato anche come mediano.

## Palmarès

### Club

#### Competizioni nazionali
- Campionato argentino: 1

San Lorenzo: Clausura 2001

#### Competizioni internazionali
- Coppa Sudamericana: 1

San Lorenzo: 2002
- Coppa Mercosur: 1

San Lorenzo: 2001